# Iodictyum yaldwyni
Iodictyum yaldwyni är en mossdjursart som beskrevs av Powell 1967. Iodictyum yaldwyni ingår i släktet Iodictyum och familjen Phidoloporidae. Inga underarter finns listade i Catalogue of Life.